# 安妮塔·博格婦女與科技研究所
安妮塔·博格婦女與科技研究所是由美國計算機科學家安妮塔·博格创建的一个 非营利组织。这组织最主要最显著的计划是全球最大计算机领域里的女性大会-葛麗絲·霍普女性計算科學大会。 基于加利福尼亚州帕洛阿尔托，安妮塔·博格婦女與科技研究所目前由Telle Whitney所领导,她和安妮塔·博格共同创建了葛麗絲·霍普女性計算科學大会。

## 伙伴公司
安妮塔·博格研究所在科技圈内外得到一些伙伴公司的支持。现有伙伴包括: Google,HP, Microsoft, CA Technologies, Cisco, Facebook,First Republic Bank, IBM, Intel, Intuit, Lockheed Martin, National Science Foundation, National Security Agency,NetApp, SAP, Symantec, Thomson Reuters, Wilson Sonsini Goodrich & Rosati, Amazon, Broadcom, Motorola Foundation, Raytheon, Salesforce, andYahoo! 。